# 케이플라워
케이플라워 K-flower(본명: 강민채, 1990년 6월 20일 ~)은 대한민국의 가수이다.

## 생애
- 케이플라워는 대한민국의 보컬리스트로 2016년 싱글 '하늘에 떠있는 별처럼'으로 데뷔했다.
- '눈물이 나도 참아야해', '그대 옆에 나',
- '핸드폰을 뒤적이다', '너와 사랑하면 좋겠어' 등의 싱글을 발매하며 활발하게 활동하고 있다.

## 학력
- 전주효문초등학교 (졸업)
- 전주효문여자중학교 (졸업)
- 전주근영여자고등학교 (졸업)
- 동덕여자대학교 실용음악과 (졸업)

## 앨범
- 그대 없는 세상은
- 눈물이 나도 참아야해
- 넌 괜찮은지
- 하늘에 떠있는 별처럼
- 잠이 오지가 않아
- 핸드폰을 뒤적이다
- 사랑하는데 이유는 없는거야
- 그대 옆에 나
- 가지말라고 말할 걸
- 너와 사랑하면 좋겠어
- 이맘때쯤엔 (Feat. 더라임, 파니니브런치)
- 말해줘
- 나의 전부 나만의 사랑
- 예전 우리 함께했던 그날
- 난 너만 넌 나만
- 얼마나 좋을까
- 널 사랑한 기억
- 좋아한다고 굳이 말해야 아는거니
- 사랑이란 왜 이럴까
- 그때로 돌아갈 순 없니
- 눈물이 나도 참아야해 (Inst.)
- 하늘에 떠있는 별처럼 (Feat. 더데이지)
- 하늘에 떠있는 별처럼 (Inst.)